# Bathyaulax nigripennis
Bathyaulax nigripennis är en stekelart som först beskrevs av Szepligeti 1914.  Bathyaulax nigripennis ingår i släktet Bathyaulax och familjen bracksteklar. Inga underarter finns listade.